# Exoticca
Exoticca (conocida también como Pangealand SL) es una agencia de viajes online fundada en 2013 por Jesús Rodríguez. Tiene su sede en Barcelona y una sucursal en Miami, EEUU.

## Historia
Desde 2020, Exoticca ha contado con el apoyo de empresas de capital riesgo como 14W, Mangrove Capital Partners, Aldea Ventures, Claret Capital Partners y Sabadell Venture Capital. En 2023, la empresa se asoció con la agencia española &Rosàs para producir los anuncios de su campaña. Pere Vallès es el consejero delegado de la empresa.

## Operaciones
La actividad de Exoticca se centra en paquetes turísticos online de varios días que incluyen vuelos, alojamiento, transportes y actividades.
La compañía opera en siete países dentro de América del Norte y Europa, incluyendo Estados Unidos, Canadá, México, Reino Unido, España, Francia y Alemania. Hay destinos en alrededor de 60 países, repartidos por toda América Latina, el Sudeste Asiático, entre otros destinos. También se expandió hasta Canadá en 2019. América del Norte representó el 70% de las ventas de la compañía en 2023.